# Absolutní sluch
Absolutní sluch označuje schopnost posluchače bez kontextu určit přesnou výšku tónu, resp. o jaký tón se jedná. Netýká se schopnosti rozpoznat interval mezi dvěma tóny, to je relativní sluch.
Lidé s absolutním sluchem jsou schopní stanovit (absolutní) výšku tónu, tedy samotného jediného tónu. Dovedou také aktivně, hlasem nebo na nástroji, vytvořit tón dané výšky (např. naladit housle bez ladičky). Ačkoliv tato schopnost dost usnadňuje vnímání a produkci hudby, přináší i určité obtíže, které ostatní lidé nezažívají a těžko si je dokážou představit. Např. klavíristovi, který má absolutní sluch, činí potíže (je mu nepříjemné) hrát na relativně dobře naladěném, ale jako celek podladěném klavíru. Hudebníci disponující absolutním sluchem mohou také nelibě vnímat hraní na transponující nástroje. Obecně lze říci, že akustické vnímání lidí s absolutním sluchem je nesrovnatelně bohatší než u ostatních lidí, současně ale mnohem více zvuků a tónů vnímají jako nelibé.
Absolutní sluch v zásadě nesouvisí s hudebním citem jako takovým, není tedy nutným (ani postačujícím) předpokladem pro hudební vyzrálost. Nutným předpokladem pro praktické provozování hudby je relativní sluch.
Traduje se, že absolutním sluchem disponuje asi 0,1 ‰ populace (tedy 1 z 10 000 lidí), výskyt této schopnosti je zřejmě ale častější.

## Pravý a nepravý absolutní sluch
Všichni jedinci jsou schopni alespoň přibližně určit absolutní výšku tónu. Když například slyšíme zvuk flétny, nepotřebujeme jej srovnávat s referenčním tónem, abychom mohli konstatovat, že jde o tón „vysoký“, případně „velmi vysoký“. Můžeme se dokonce naučit poměrně dobře určovat oktávu, ve které se tón nachází, apod. Když však běžně hovoříme o absolutním sluchu, máme většinou na mysli schopnost určit přesně, o který konkrétní tón v rámci stupnice se jedná, resp. jestli se jedná o tón čistý, nebo „falešný“ (mimo stupnici – což ještě záleží i na preferovaném ladění a frekvenci komorního tónu). Jedinci disponující tzv. pravým absolutním sluchem vnímají kvalitativní rozdíly mezi jednotlivými tóny. Tón C poznají od tónu D nikoliv podle toho, že D je „o něco, resp. o velkou sekundu výše“, ale proto, že vnímají jednotlivé tóny jako odlišnou kvalitu podobně, jako rozlišujeme zrakem různé barvy podle kvality a nikoliv jako lineární řadu hodnot podle vlnové délky.
Traduje se, že pravý absolutní sluch nelze vycvičit, ale patrně to jde. Na rozvoji této schopnosti se pravděpodobně podílejí genetické faktory i faktory prostředí. Hovoří se o kritickém období v dětství, během kterého se může u disponovaných jedinců absolutní sluch rozvinout, pokud jim prostředí poskytne potřebné podněty. Některé výzkumy ukazují na souvislost absolutního sluchu s vývojem jazykových schopností.
Cvičit lze nepravý absolutní sluch, například pomocí zapamatování si referenčního tónu, od kterého jsou pak ostatní tóny odvozovány relativním sluchem.
Jako nástrojový absolutní sluch se označuje schopnost určit absolutní výšku tónu u některého nástroje lépe než u nástrojů ostatních.

## Absolutní sluch u hudebních skladatelů
Mnoho slavných hudebních skladatelů absolutní sluch mělo (např. Wolfgang Amadeus Mozart, Ludwig van Beethoven,
Franz Liszt či Frédéric Chopin, Bedřich Smetana, Leoš Janáček), ale řada stejně významných skladatelů tuto schopnost neměla (např.Maurice Ravel, Richard Wagner či Igor Fjodorovič Stravinskij). Absolutní sluch tedy není nutnou podmínkou pro úspěšnou kariéru hudebního skladatele.
Absolutní sluch sám o sobě nezaručuje, že se člověk stane výjimečným či nadprůměrným hudebníkem, je k tomu ale velmi dobrým předpokladem. Mezi profesionálními hudebníky je řádově vyšší četnost lidí s absolutním sluchem než v běžné populaci.